# Dagama forcipata
Dagama forcipata är en insektsart som beskrevs av Pieter D. Theron 1980. Dagama forcipata ingår i släktet Dagama och familjen dvärgstritar. Inga underarter finns listade i Catalogue of Life.